# Rubí (Barcelona)
Rubí es un municipio español de la provincia de Barcelona, en la comunidad autónoma de Cataluña. Perteneciente a la comarca del Vallés Occidental, se encuentra situado en el valle de la riera de Rubí. Limita al norte con Tarrasa, al este con San Quirico de Tarrasa al oeste con Castellbisbal y Ullastrell, y al sur con San Cugat del Vallés. 
Con una población de 81 532 habitantes (INE 2024), Rubí es la cuarta ciudad del Vallés Occidental en población, después de las dos cocapitales (Sabadell y Tarrasa) y San Cugat; la undécima de la provincia de Barcelona, la decimoquinta de Cataluña y la nonagésimo tercera de España.
El nombre actual según los historiadores proviene del nombre Rivo Rubeo, que se ha encontrado en algunos restos romanos. Este nombre en latín sería traducible por riera roja en referencia a la arcilla que la riera de Rubí arrastraba por su cauce.

## Historia

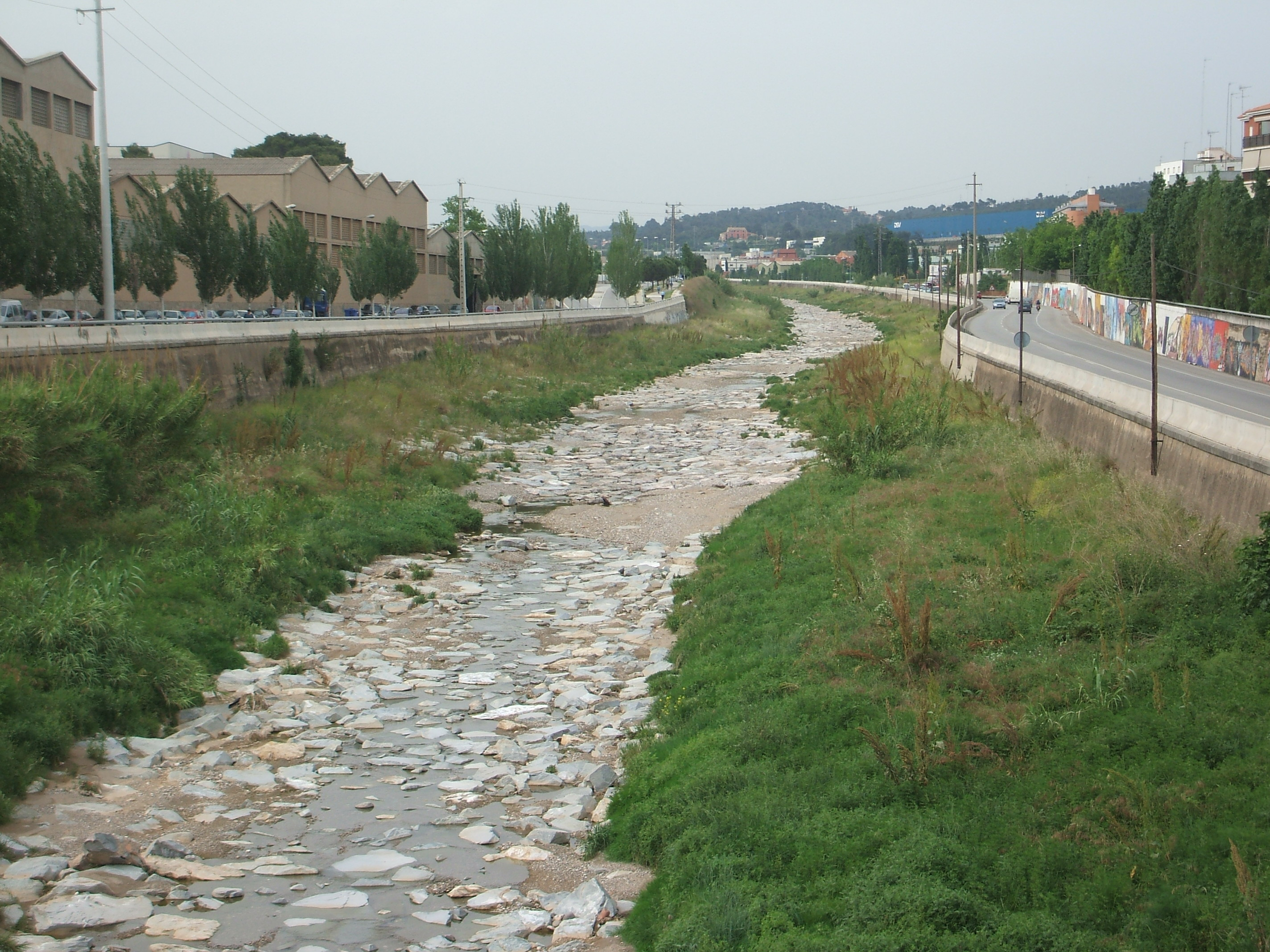
Riera de Rubí a su paso por la ciudad

### Primeros pobladores
Los primeros asentamientos donde se tiene constancia actividad no fue actividad humana, sino de Homo neanderthalensis.
El asentamiento más antiguo data de hace 300 000 años en la denominada barriada de El Pinar, a las afueras de la ciudad.
En el Paleolítico y Neolítico encontramos actividad en Can Fatjo y a las afueras de la ciudad un sepulcro datado de 3200 años.

### Asentamientos ibéricos
Los asentamientos ibéricos datan de finales del siglo VI a. C. La población de la época era de orígenes layetanos y se encuentra en las ruinas del Poblado íbero de Can Fatjó. Según las últimas corrientes arqueológicas esta podría ser Rubricata (griego Ῥουβρίκατα), una ciudad layetana en el margen del río Rubricatus que fue situada por Claudio Ptolomeo en la Tarraconensis ya en el siglo II.
La ciudad como tal es de origen romano, tal y como lo atestiguan las muchas ánforas encontradas en su territorio. La creencia sobre el origen del nombre procede de su riera, antiguo río Rubeo para los romanos. La documentación escrita más antigua que cita a Rubí es del año 986.

### Edad Media
A partir de la muerte de Wifredo el Velloso, la frontera entre los cristianos y los musulmanes en esta zona, quedaba delimitada por el río Llobregat: al norte se ubicaban los cristianos y al sur se situaban los musulmanes. Era la consolidación de una primera línea de conquistas en donde había una amplia zona fronteriza que era muy imprecisa y donde parecía que no vivía nadie. La primera referencia escrita que se habla de Rivo Rubeo, la actual Rubí, data del año 986, y la sitúa alrededor de la iglesia de San Pedro y estaba protegido por el castillo de San Ginés.
La iglesia de Sant Pere(patrón de la ciudad) fue construida hacia el siglo X, al igual que el castillo (de origen árabe). Al abrigo de ambos se construyeron masías en las que se cultivó la tierra y posteriormente un núcleo urbano estable alrededor de la iglesia de Sant Pere.
En 1233 Berenguer de Rubí, obtiene una autorización por parte del rey Jaime I para construir un nuevo castillo; el castillo de Rubí, quedando abandonado el castillo del monte de San Ginés definitivamente. Durante el siglo XIV, la familia Torrelles, controla el término sujeto a los malos usos señoriales hasta que en 1383, Ramón de Torrelles, vendió tres de los malos usos, la remensa, la exorquia y la cugucia, a cambio de que sus campesinos le guardaran fidelidad y le homenajearan a él mismo y sus sucesores. Finalmente, en 1394, Juan el Cazador vendió la jurisdicción del castillo a Joan de Togores y dono a los habitantes el privilegio de escoger representante, conocido como baile, a cambio de pagar un impuesto colectivo, siendo el primer representante Pere de Xercavins.

### Edad Moderna
En el periodo de entreguerras, hace falta destacar la guerra de sucesión española donde el Decretos de Nueva Planta aumenta de forma abusiva la presión fiscal sobre Cataluña y provocaba un gran malestar entre los amos de las masías y las clases más populares porque no podían satisfacer la presión fiscal.

### Edad Contemporánea
En 1824, aparece la primera fábrica en la ciudad, y durante todo el siglo XIX, las fábricas de tejidos continuaban instalandose al borde de la riera de Rubí. Entre finales del siglo XIX y principios del siglo XX, la ciudad experimenta la primera gran expansión en plena revolución industrial, pasando de una economía basada en la agricultura, a un modelo mixto con la construcción de industrias de tejidos al borde de la riera, de las que se conservan cuatro chimeneas y los edificios del Vapor Nuevo y el conjunto del Escardívol. Esta obra, como otros edificios de la ciudad, son obra del arquitecto Lluís Muncunill y Antonio Gaudí. A finales de 1874, durante la tercera guerra carlista, la villa fue asaltada por la partida de Muixí, que se llevaba el alcalde y cuatro propietarios de gira por la comarca. En 1897 la energía eléctrica llegó a Rubí, y con ella, electrifico su industria. A finales del siglo XIX, la reina María Cristina otorga el título honorífico de la Villa a la localidad.
La llegada de los FGC en 1919, con la línea que conecta Barcelona con Tarrasa, permite la creación de una estación en Rubí. Gracias a la riqueza de los burgueses y al retorno de los indianos, se construyen importantes edificaciones, entre las cuales, destacaban el conjunto modernista situado a la Plana de Can Betran y las Escuelas Ribas. Durante la Mancomunidad de Cataluña, en la que se impulsa el cooperativismo, se construye el Celler cooperativo, obra del arquitecto Cèsar Martinell.
La industria, se desarrollaba con rapidez y hoy es habitual ver en el término municipal empresas de construcción, de tejidos, metal y electrónica, que se agrupan en diversos polígonos industriales, como La Llana, Can Jardí, etc. Esta industrialización, estaba acompañada con un crecimiento demográfico a partir de los años 60, con una inmigración masiva del resto de España, la mayoría provenientes de Andalucía. En menos de 50 años, Rubí pasa de ser una villa de 6000 habitantes a una ciudad de más de 50 000 habitantes. 

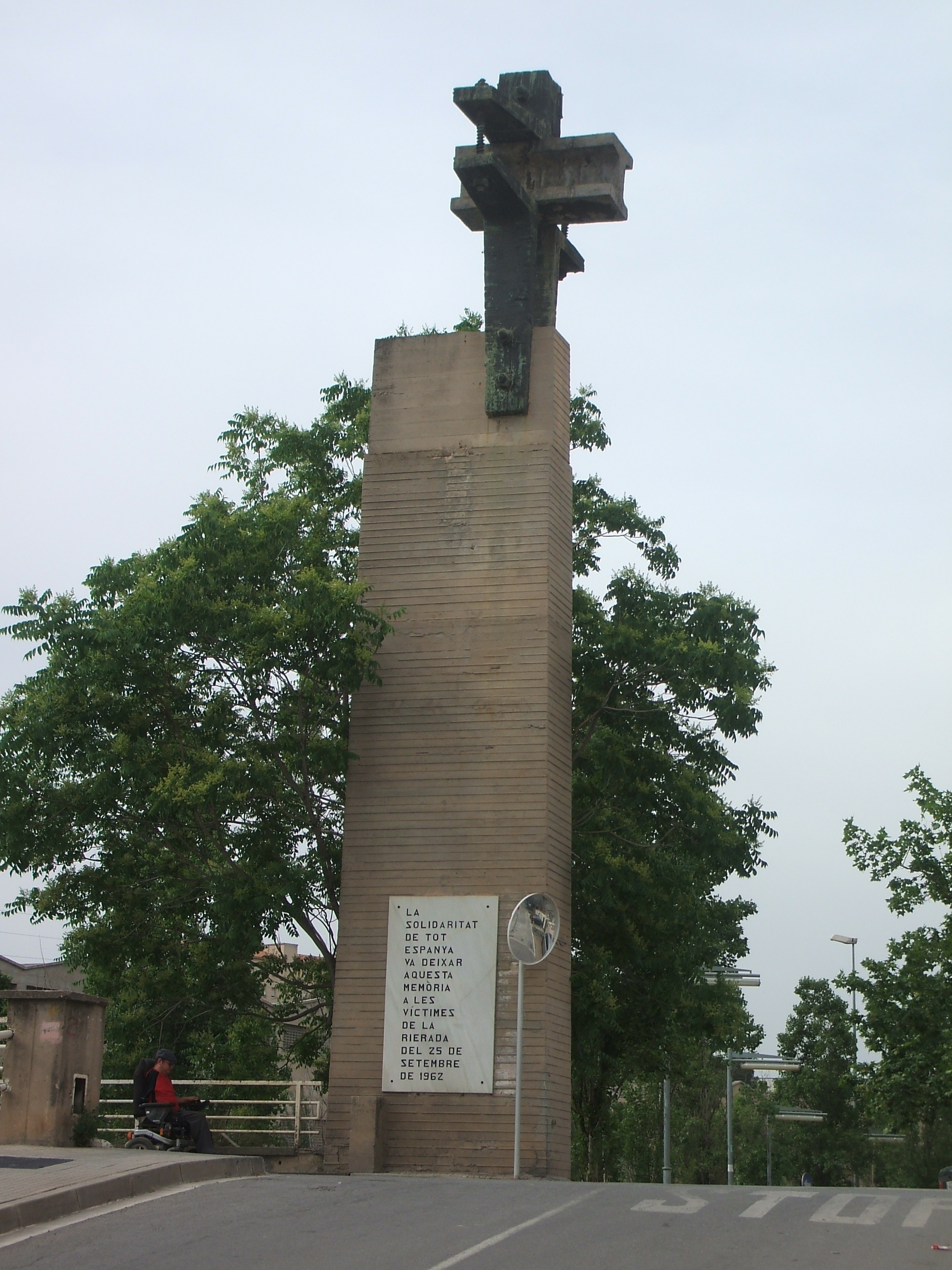
Monumento a las víctimas de 1962

El 25 de septiembre de 1962, la ciudad de Rubí se vio envuelta en lo que se recuerda como la mayor catástrofe hidrológica de España. La riera de Rubí se desbordó provocando un desastre que provocó 815 muertes (incluyendo desaparecidos) de un total de 2648 en toda Cataluña. El suceso se produjo en menos de dos horas a causa de una venida súbita de los ríos Llobregat y Besós y sus afluentes en su curso bajo. Se registraron 212 mm de precipitaciones en menos de tres horas con una intensidad máxima de 6 mm/min.
Se contabilizaron un total de 441 muertos, 374 desaparecidos y 213 heridos, la mayor parte vecinos de Tarrasa (Les Fonts) y Rubí.
Por ciudades el 90 % del total de pérdidas se distribuyó entre Sabadell 40 %, Tarrasa 30 % y Rubí 20 % aproximadamente, el 10 % restante se repartió por la cuenca del Besós y otros lugares puntuales como El Prat de Llobregat.
Estas lluvias provocaron que las diferentes rieras que provienen de San Lorenzo del Munt y otras, y se unen en Matadepera y Tarrasa causarán el posterior desbordamiento de la riera en la ciudad de Rubí provocando así el mayor número de víctimas y desaparecidos. La causa de la tragedia fue la urbanización de los cauces de avenida de rieras y torrentes. En Rubí la riera recuperó su antiguo cauce desviado en 1850 para salvaguardar la parte baja de la población. Este cambio del cauce de la riera con el paso de los años cayó en el olvido de los habitantes y gobernantes de Rubí en parte debido a que se hizo con movimientos de tierras y sin construcciones de obra civil. El cauce antiguo de la riera había ido siendo ocupado por viviendas, especialmente desde 1930. Unas 105 viviendas, situadas en esta zona llamada El Escardívol, desaparecieron en pocos minutos la noche del 25 de septiembre de 1962.
Para realojar a los afectados por la inundación el 28 de junio de 1964, coincidiendo con la fiesta mayor de Rubí, el gobernador civil inauguró el grupo de viviendas 25 de Septiembre; cuatro torres de 13 pisos y 43 bloques de 4 pisos, que en total sumaban 540 viviendas.
Desde 1980 se han construido de nuevo viviendas unifamiliares y en los primeros años del siglo XXI bloques de pisos, en zonas muy afectadas en 1962.

### SigloXIX
Así se describe a Rubí en la página 583 del tomo XIII del Diccionario geográfico-estadístico-histórico de España y sus posesiones de Ultramar, obra impulsada por Pascual Madoz a mediados del siglo XIX:

RUBÍ

Lugar con ayuntamiento en la provincia, audiencia territorial, capitanía general y diócesis de Barcelona (3 leguas), partido judicial de Terrassa (1 1/2).
Situado parte en llano y parte en monte, con clima templado y sano. Los vientos reinantes son los del S y del O, y las enfermedades comunes fiebres intermitentes e inflamatorias.
Tiene 400 casas, 2 escuelas de instrucción primaria concurridas por 100 alumnos, que pagan una retribución convencional; una iglesia parroquial (San Pedro) servida por un cura de primer ascenso, de provisión real y del cabildo de la Santa Iglesia Catedral y un vicario.
El término confina N Tarrasa; E San Cugat del Vallés; S Papiol, y O Castellbisbal. En él se halla un santuario ½ hora distante de la población, dedicado a San Mucio.
El terreno es de mediana calidad. Le fertiliza una riera que desagua en el Llobregat, y le cruzan varios caminos que dirigen a la capital y a algunos pueblos de la comarca. El correo se recibe de Tarrasa dos veces a la semana.
Producciones: toda especie de granos en corta cantidad y vino; cría caza de liebres, conejos y perdices.
Industria: una fábrica de aguardiente, una de torcidos de seda, otra de hilados de lana y otra de algodón.
Población: 357 vecinos, 1.816 almas.

Capital productivo: 5.639.753 reales. Imponible: 140.976.

## Símbolos
El escudo de Rubí se define por el siguiente blasón:
Escudo embaldosado cortado: primero de gules, 2 llaves pasadas en sotuer con los dientes arriba y mirando hacia fuera, la de oro en banda por encima de la de argén en barra; segundo de oro, 4 palos de gules. Por timbre una corona mural de ciudad.
Fue aprobado el 2 de abril de 1990 y publicado en el DOGC el 11 del mismo mes.
Las llaves de Sant Pere (San Pedro) son el atributo del patrón de la ciudad y los cuatro palos recuerdan que el municipio estuvo bajo la jurisdicción real.
- La bandera de Rubí tiene la siguiente descripción:

Bandera apaisada de proporciones dos de alto por tres de largo, roja, con una banda amarilla fijada desde el ángulo superior del asta hasta el interior del vuelo encima de una barra blanca situada desde el ángulo superior del vuelo hasta el inferior del asta. El ancho de la banda y de la barra, de 1/8 del alto de la del paño.
El color rojo se utiliza en representación del esmalte del camper del escudo, y los colores amarillos y blanco, en representación de las llaves de San Pedro, que figuran en el escudo.
Fue publicada en el DOGC el 14 de mayo de 1990.

## Demografía
Rubí cuenta con una población de 81 532 habitantes (INE 2024).
| Gráfica de evolución demográfica de Rubí entre 1842 y 2021 |
| |
| Entre el censo de 1857 y el anterior, crece el término del municipio porque incorpora a 085029 (Masana) Población de derecho según los censos de población del INE Población de hecho según los censos de población del INE |

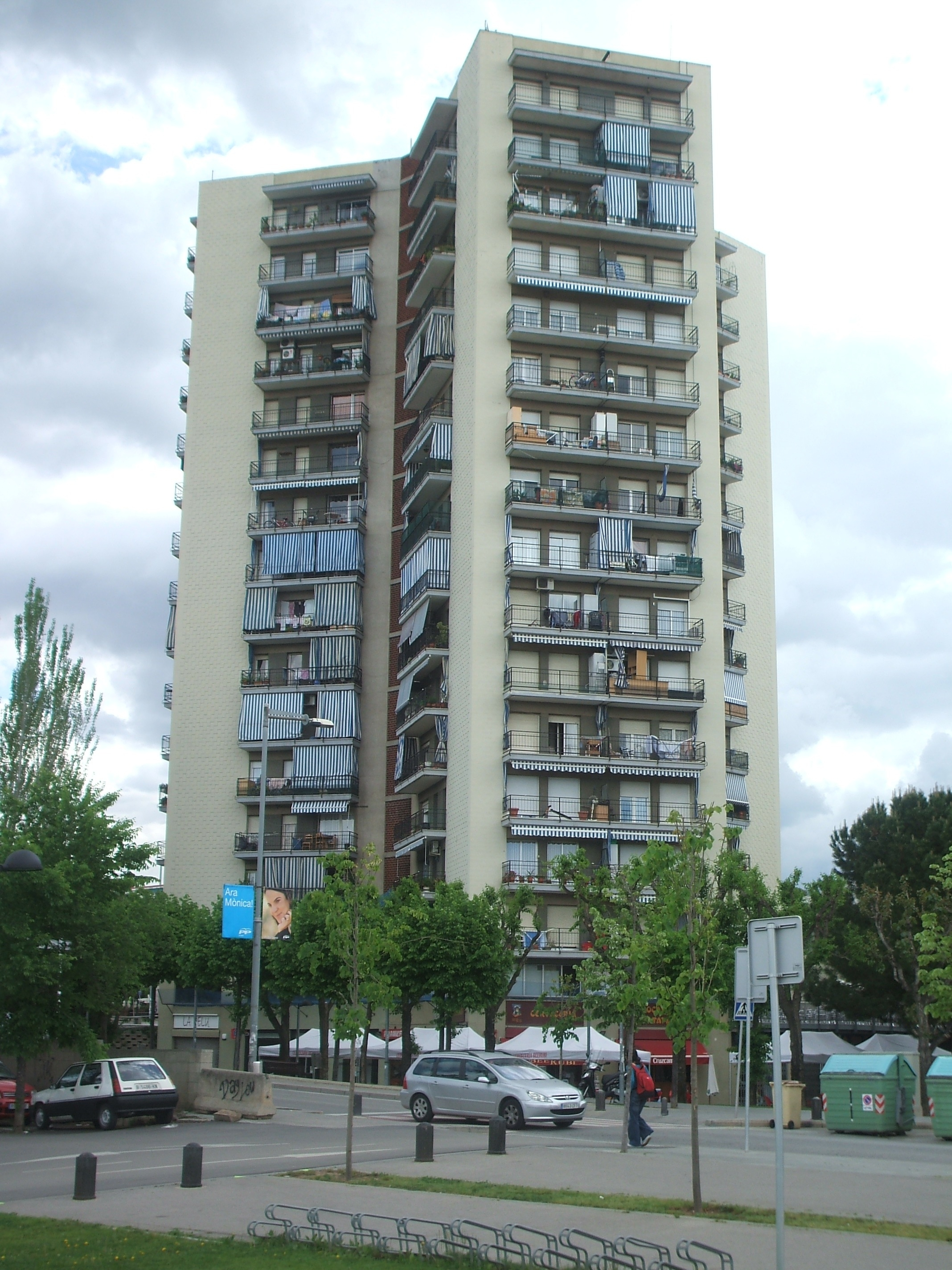
El barrio de Las Torres

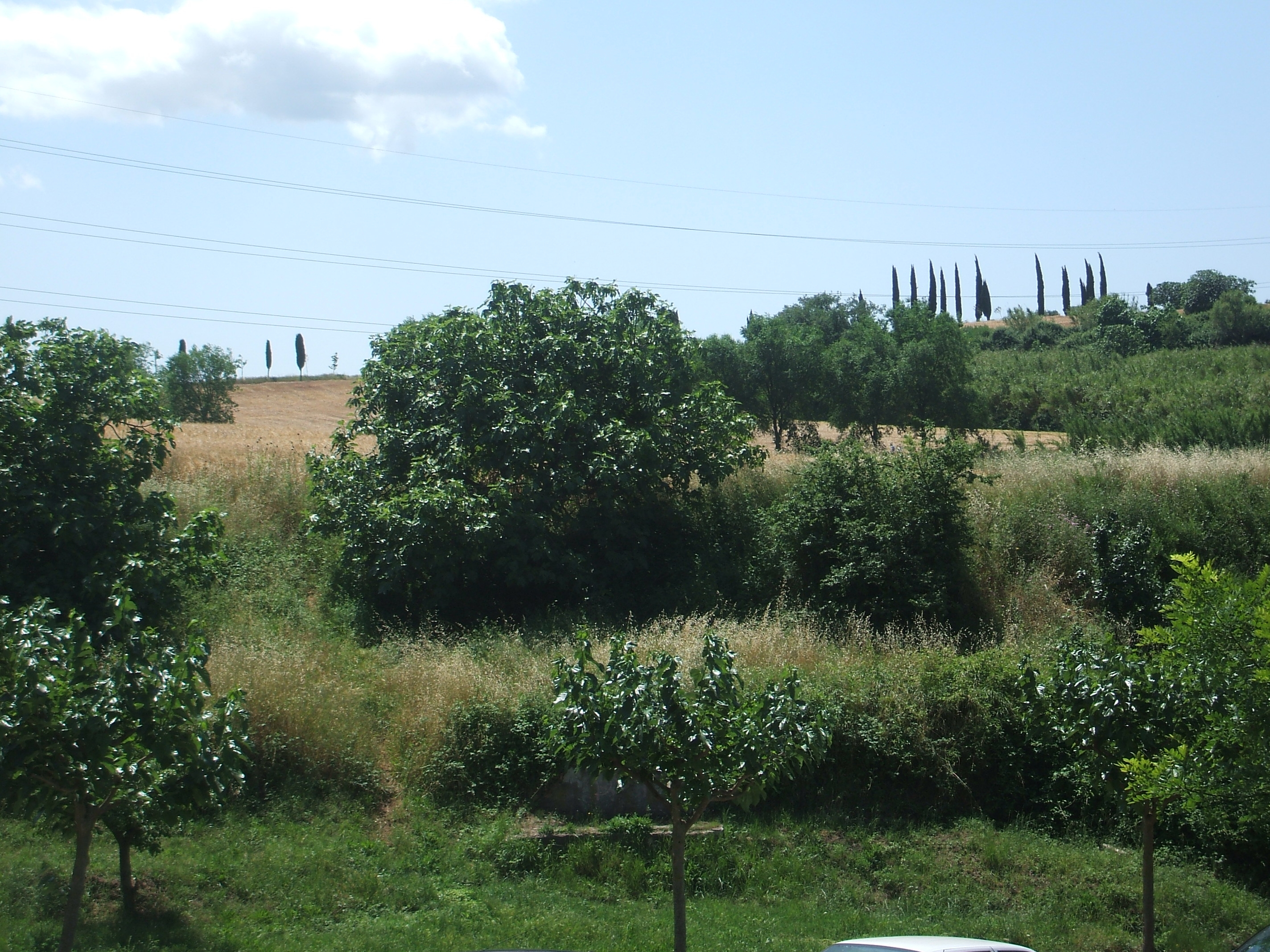
Parque de Ca n'Oriol

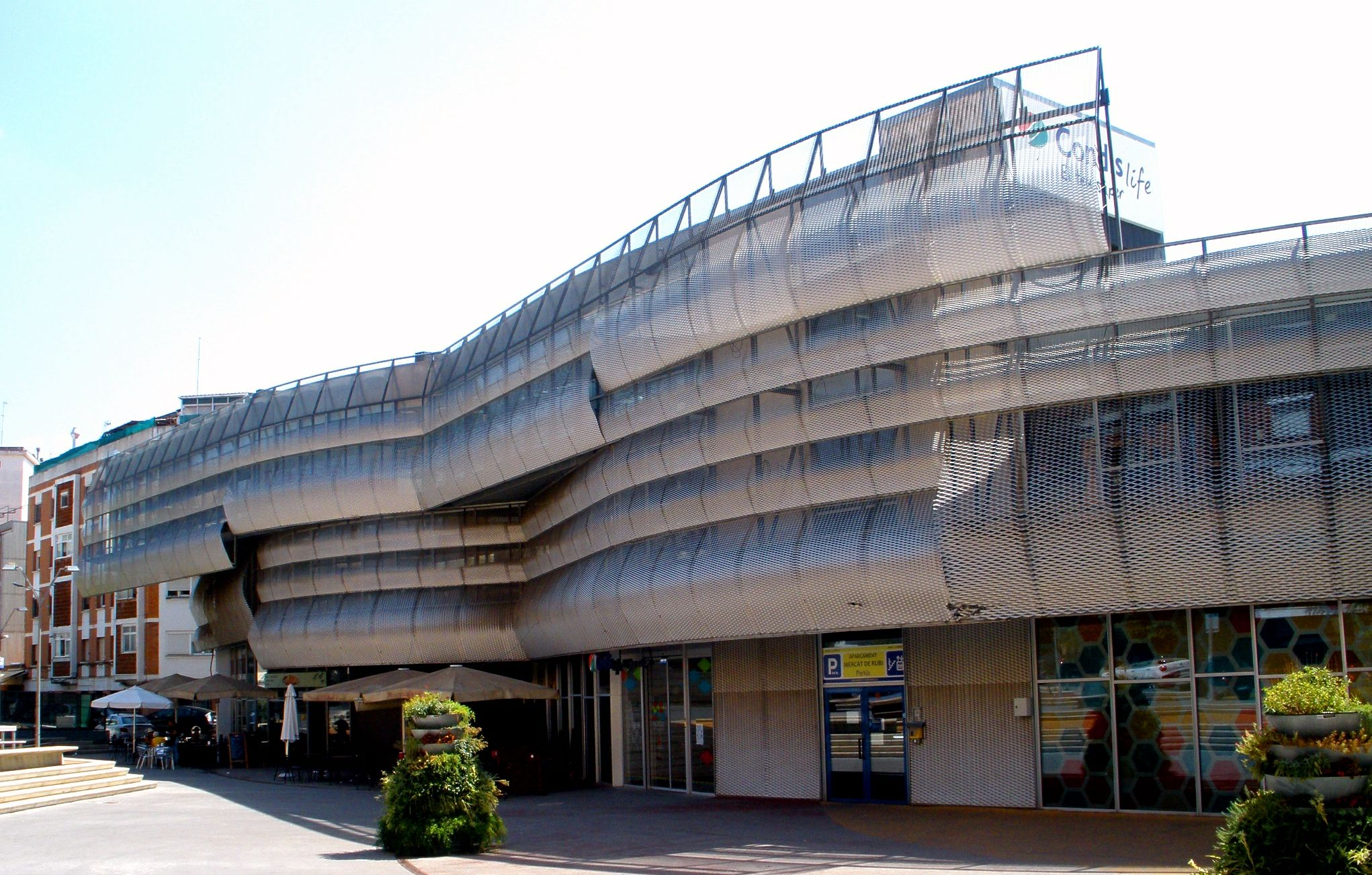
El mercado municipal y espacio público de Rubí, inaugurado en 2010

En un estudio realizado el 30 de septiembre de 2008, Rubí tenía un total de 74 468 habitantes, de los cuales 37 016 son hombres y 37 452 mujeres, según datos del padrón municipal de Rubí. En el año anterior, tenía 70 494 habitantes.
La población de la ciudad fue creciendo desde los 3000 habitantes que contaba en 1860 hasta los 6000 con que se estabilizó desde los años 30 hasta los años 60, excepto la disminución producida por la guerra civil española y el posterior exilio. El crecimiento de población en esta época se basa en la inmigración procedente de Cataluña. Si a comienzos de los sesenta Rubí superaba por poco los 9000 habitantes, en esa misma década triplicó su población, y a finales del siglo XX ya sobrepasaba los 50 000. La llegada de población de otras ciudades catalanas y las oleadas migratorias provenientes del norte de África y el sur y centro de América han hecho de Rubí una ciudad de más de 70 000 habitantes (73 691 en 2006 y 73 836 en 45), compuestos en un 50,5% de población masculina y un 49,4% de población femenina.
Los ciudadanos españoles nacidos fuera de Cataluña (2001) representan aún el 32,61% de la población, y los ciudadanos no españoles de Rubí (2006), que representan el 16,3% de la población son fundamentalmente marroquíes (28,7%), Ecuatorianos (28,7%) y colombianos (6,5%). El resto de procedencias son residuales.
Más del 90 % de la población extranjera se concentra en los distritos III y IV.
| Cataluña        | 45 684 hab |
| Resto de España | 17 198 hab |
| Extranjero      | 11 586 hab |

| Marruecos                                       | 28,7 % |
| Ecuador                                         | 28,3 % |
| Colombia                                        | 6,5 %  |
| Resto del mundo (principalmente Hispanoamérica) | 36,6 % |

## Economía

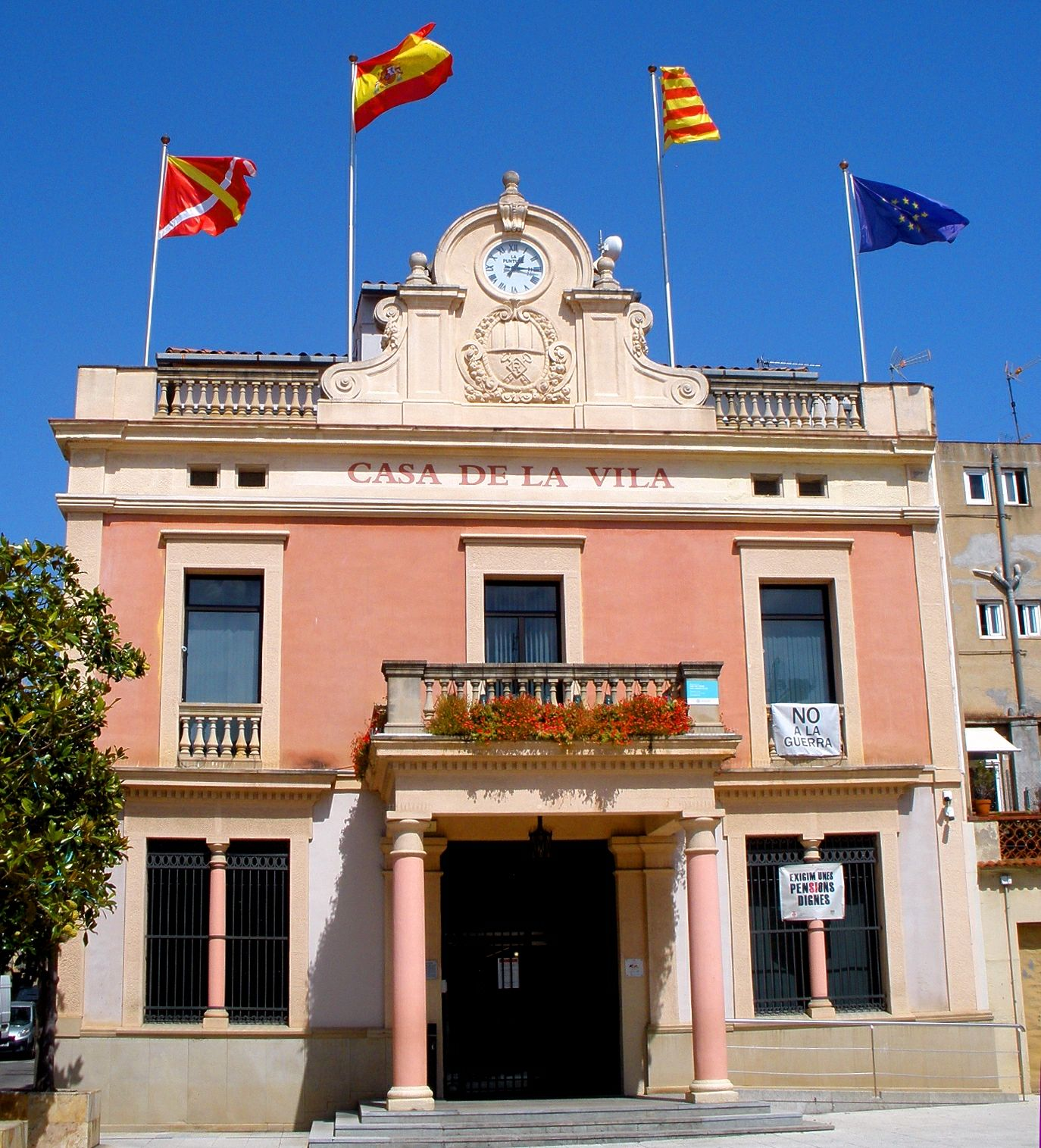
La casa consistorial, sede del Ayuntamiento de Rubí

El sector industrial es uno de los más importantes del municipio, debido a su situación próxima a Barcelona, y al hecho de pertenecer a su cinturón industrial. En los últimos años el sector del comercio minorista se ha desarrollado notablemente, especialmente en el centro de la ciudad.

## Administración y política

### Gobierno municipal
En el Ayuntamiento de Rubí es mayoritario el PSC, teniendo como alcaldesa a Ana María Martínez. En las elecciones municipales de 2023, volvió a ganar el PSOE catalán con 9 concejales, siendo ERC la segunda fuerza y Vox la tercera.
| Periodo   | Nombre                      | Partido | Partido                                        |
| --------- | --------------------------- | ------- | ---------------------------------------------- |
| 1979–1987 | Miquel Llugany i Paredes    |         | Partit Socialista Unificat de Catalunya (PSUC) |
| 1987–1994 | Miquel Llugany i Paredes    |         | Iniciativa per Catalunya Verds (ICV)           |
| 1994–2000 | Eduard Pallejà i Sedó       |         | Iniciativa per Catalunya Verds (ICV)           |
| 2000–2003 | María Nuria Buenaventura    |         | Iniciativa per Catalunya Verds (ICV)           |
| 2003–2015 | Carme García Lores          |         | Partit dels Socialistes de Catalunya (PSC)     |
| 2015–act. | Ana Maria Martínez Martínez |         | Partit dels Socialistes de Catalunya (PSC)     |

| Partido político                                         | 2023  | 2023  | 2023       | 2019  | 2019   | 2019       | 2015  | 2015  | 2015       | 2011  | 2011  | 2011       | 2007  | 2007  | 2007       |
| Partido político                                         | %     | Votos | Concejales | %     | Votos  | Concejales | %     | Votos | Concejales | %     | Votos | Concejales | %     | Votos | Concejales |
| Partit dels Socialistes de Catalunya (PSC)               | 31,28 | 8424  | 9          | 33,01 | 10 492 | 10         | 29,67 | 5636  | 6          | 26,30 | 6245  | 8          | 40,44 | 9418  | 12         |
| Esquerra Republicana de Catalunya (ERC)                  | 16,95 | 4566  | 5          | 22,76 | 7232   | 7          | 15,49 | 4224  | 5          | 7,30  | 1734  | 2          | 8,92  | 2077  | 2          |
| Vox                                                      | 11,00 | 2964  | 3          | 2,25  | 715    | 0          | —     | —     | —          | —     | —     | —          | —     | —     | —          |
| Partit Popular de Catalunya (PP)                         | 8,68  | 2339  | 2          | 3,68  | 1171   | 0          | 8,54  | 2327  | 2          | 19,35 | 4596  | 6          | 11,54 | 2688  | 3          |
| Veïns per Rubí (VR)                                      | 7,96  | 2146  | 2          | 6,46  | 2055   | 1          | 5,69  | 1552  | 1          | —     | —     | —          | —     | —     | —          |
| Candidatura d'Unitat Popular (CUP)                       | 7,38  | 1989  | 2          | 5,10  | 1621   | 1          | 10,45 | 2848  | 3          | —     | —     | —          | —     | —     | —          |
| En Comú Podem (ECP)-Iniciativa per Catalunya Verds (ICV) | 7,29  | 1964  | 2          | 10,66 | 3388   | 3          | 9,28  | 2531  | 2          | 11,64 | 2765  | 3          | 12,56 | 2926  | 4          |
| Junts per Catalunya (JxC)-Convergència i Unió (CiU)      | 4,84  | 1305  | 0          | 4,33  | 1378   | 0          | 8,66  | 2360  | 2          | 14,48 | 3440  | 4          | 8,69  | 2023  | 2          |
| Ciutadans (CS)                                           | 2,41  | 649   | 0          | 10,38 | 3301   | 3          | 14,33 | 3907  | 4          | 3,73  | 886   | 0          | 3,82  | 890   | 0          |

### Elecciones al Parlamento de Cataluña 2015
|  | 25,88 % |

|  | 25,31 % |

|  | 16,76 % |

|  | 12,48 % |

|  | 8,50 % |

|  | 7,13 % |

|  | 1,87 % |

|  | 1,62 % |

|  | 0,48 % |

### Elecciones al Parlamento de Cataluña 2017
| Candidatura                                | Candidatos       | Votos  | Votos % |
| ------------------------------------------ | ---------------- | ------ | ------- |
| Ciutadans (CS)                             | Inés Arrimadas   | 14 663 |         |
| Esquerra Republicana de Catalunya (ERC)    | Oriol Junqueras  | 8246   |         |
| Partit dels Socialistes de Catalunya (PSC) | Miguel Iceta     | 7470   |         |
| Junts per Catalunya (JxC)                  |                  | 4844   |         |
| En Comú Podem (ECP)                        |                  | 4091   |         |
| Partido Popular (PP)                       | Xavier G. Albiol | 1697   |         |
| Candidatura d'Unitat Popular (CUP)         |                  | 1451   |         |
| Otros                                      |                  | ?      |         |
| En blanco                                  |                  | 185    |         |
| Total                                      | 40 120           | 40 120 | 74,79%  |

### Evolución de la deuda viva
El concepto de deuda viva contempla solo las deudas con cajas y bancos relativas a créditos financieros, valores de renta fija y préstamos o créditos transferidos a terceros, excluyéndose, por tanto, la deuda comercial.
| Gráfica de evolución de la deuda viva del Ayuntamiento entre 2008 y 2021                                      |
| |
| Deuda viva del Ayuntamiento de Rubí, en miles de euros, según datos del Ministerio de Hacienda y Ad. Públicas |

## Geografía

### Comunicaciones
El municipio de Rubí está situado en uno de los principales nudos de comunicaciones de Cataluña. Diversas vías lo cruzan en diferentes direcciones. Las redes de transporte público están incluidas en el sistema tarifario integrado de transporte de la región metropolitana de Barcelona.
Ferrocarriles

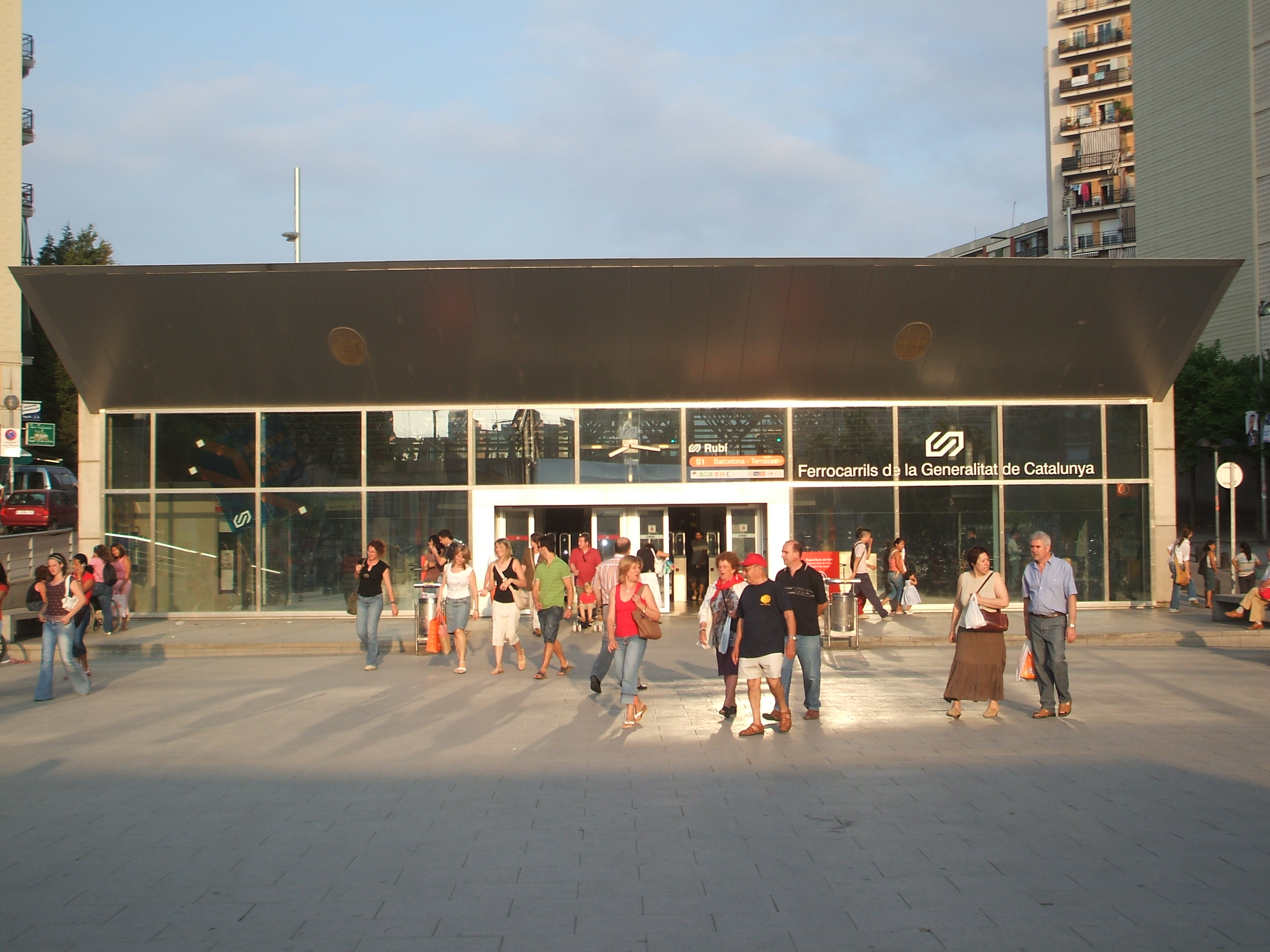
Estación de FGC

Las dos compañías de ferrocarriles que operan en Cataluña tienen líneas en Rubí.
FGC (Ferrocarriles de la Generalidad de Cataluña):
El llamado Metro del Vallés, en el que transcurre por el centro de Rubí. La estación se ubica en la plaza Pearson, en el extremo sur del centro urbano de Rubí. Desde 2022 la estación de ferrocarriles paso a denominarse Rubí Centre.
Las líneas que circulan son:
| Línea | Línea                                      | Cabecera          | << estación      | >> estación | Destino                | Horario                                                          |
| ----- | ------------------------------------------ | ----------------- | ---------------- | ----------- | ---------------------- | ---------------------------------------------------------------- |
|       | Plaza de Cataluña - Tarrasa Nacions Unides | Plaza de Cataluña | Hospital General | Les Fonts   | Tarrasa Nacions Unides | Circula con normalidad cumpliendo horas y el horario establecido |

| Estación | Destinación            | Líneas utilizadas | Tiempo de recorrido |
| -------- | ---------------------- | ----------------- | ------------------- |
| Rubí     | Plaza de Cataluña      |                   | 38 minutos          |
| Rubí     | Tarrasa Nacions Unides |                   | Aprox. 15 minutos   |
| Rubí     | Sant Cugat Centre      |                   | Aprox. 8 minutos    |
| Rubí     | Universitat Autònoma   |                   | Aprox. 18 minutos   |
| Rubí     | Sabadell Parc del Nord |                   | Aprox. 26 minutos   |

Cerca de la estación tienen parada todas las líneas de autobuses urbanos que conectan con los diferentes barrios rubinenses. En la salida Av. Barcelona están las líneas L1 y L4 en la Plaça Pearson, y las L3, L5 y L6 en la Rambleta de Joan Miró. La parada de la L2 se encuentra saliendo por la salida C. Can Cabanyes.
El futuro de la línea del Vallés:
Se está estudiando la construcción de una segunda estación del Metro del Vallés (FGC) en Rubí, que se ubicará en el polígono industrial de La Llana, muy cerca de la zona norte de Rubí y de las urbanizaciones. El emplazamiento de esta nueva estación de ferrocarriles es idóneo para la ciudad, ya que la estación del centro recibe diariamente un porcentaje de pasajeros muy elevado (unos 8000 viajeros diarios (2017), y la nueva daría acceso directo a Barcelona y Tarrasa a los barrios cercanos que suman unos 45 000 habitantes, que no tendrían que desplazarse hasta el centro para salir de la ciudad en tren.
Pero, por el momento, el señor Pere Torres, director de ATM, tener una nueva estación a Rubí no es una construcción prioritaria, a pesar de las peticiones de la alcaldesa de Rubí, Ana María Martínez Martínez. Informa que en el plan actual de construcción de entre 2011 hasta 2020, no se reconoce el hecho de hacer una nueva estación a Rubí, pero abre la posibilidad a partir de 2020. Reconoce que es la única ciudad que tiene solo una estación, cuya la población cuenta de la cantidad de más de 70 000 personas, con la indignación de que Sant Cugat, cuyo habitantes tiene menos de 100 000 habitantes, y cuenta de 8 estaciones.

Cercanías
Con estación en la avenida Electricitat, entre los barrios de Ca n'Alzamora y Can Vallhonrat.
| Granollers Centre - Martorell | Granollers Centre - Martorell | Granollers Centre - Martorell | Granollers Centre - Martorell | Granollers Centre - Martorell | Granollers Centre - Martorell |
| Línea                         | Estació                       | Cabecera                      | << Estación                   | Estación >>                   | Cabecera                      |
| ----------------------------- | ----------------------------- | ----------------------------- | ----------------------------- | ----------------------------- | ----------------------------- |
|                               | Rubí                          | Granollers                    | Castellbisbal                 | Volpelleres                   | Manresa                       |

Autobús
Rubí tiene a disposición de sus ciudadanos una red de siete líneas de autobuses públicos para la ciudad, gestionada, desde 2007 por la empresa Corporación Española de Transporte, S.A (CTSA), perteneciente al Grupo Avanza.
| Línea | Cabecera           | Destino        |
| ----- | ------------------ | -------------- |
| 1     | El Pinar           | Can Serrafossà |
| 2     | El Pinar/Can Rosés | Can Vallhonrat |
| 3     | Castellnou         | Estació RubÍ+D |
| 4     | Can Rosés          | Estació RubÍ+D |
| 5     | Estació RubÍ+D     | Can Rosés      |
| 6     | Pol. La Bastida    | Pol. Rubí Sud  |
| 7     | Estació RubÍ+D     | Sant Muç       |

Siete líneas de autobuses interurbanos conectan la ciudad con otras de los alrededores:
- Autos Castellbisbal. SA: Rubí - El Papiol - Molins de Rey (3 autobuses, solo días laborables)
- Autos Castellbisbal. SA: Rubí - Castellbisbal (5 autobuses, solo días laborables)
- Autos Castellbisbal. SA: Sabadell - San Quirico de Tarrasa - Rubí - Hospital General (2 autobuses en cada sentido, solo sábados)
- Sarbus nocturno (N61): Barcelona - Rubí - Les Fonts (4 autobuses, cada noche)
- Sarbus B7: Rubí - San Cugat del Vallés - Sardañola del Vallés
- Sarbus B8: San Quirico de Tarrasa - Tarrasa- Rubí - San Cugat del Vallés
- Transports Generals d'Olesa, S.A.: Ullastrell - Rubí - Tarrasa (6 autobuses en cada sentido, Laborables y sábados)

Autopistas
La autopista AP-7 cruza la ciudad en dirección este-oeste. Hacia el oeste conecta con la comarca de Tarragona, Valencia y el sur de la península ibérica, así como con la autopista A-2 y la AP-2 (Sur de Barcelona, Lérida, Zaragoza) Por el este comunica con Gerona y Francia.
La autopista C-16 o de los Túneles de Vallvidrera, conecta en el norte con Manresa, Tarrasa y al sur con San Cugat del Vallés y Barcelona. Tiene como accesos la entrada número 11 (San Cugat-Rubí Sur BP-1503) y la salida número 17 (BP-1503 Rubí Norte-Les Fonts)
Carreteras
La B-30, calzada lateral de AP-7, es una de las principales vías de acceso a la ciudad, con varias entradas.
La C-1413 parte de Molins de Rey, conecta con la A-2, la B-24 y la autopista AP-2 (B-32) y pasa también por Rubí, Sabadell para conectar finalmente con la C-17 en Centellas.
La BP-1503 conecta Rubí, donde dentro de la ciudad se transforma en la Avinguda de l'Estatut con los principales municipios de San Cugat del Vallés, San Quirico de Tarrasa y Tarrasa.

## Cultura

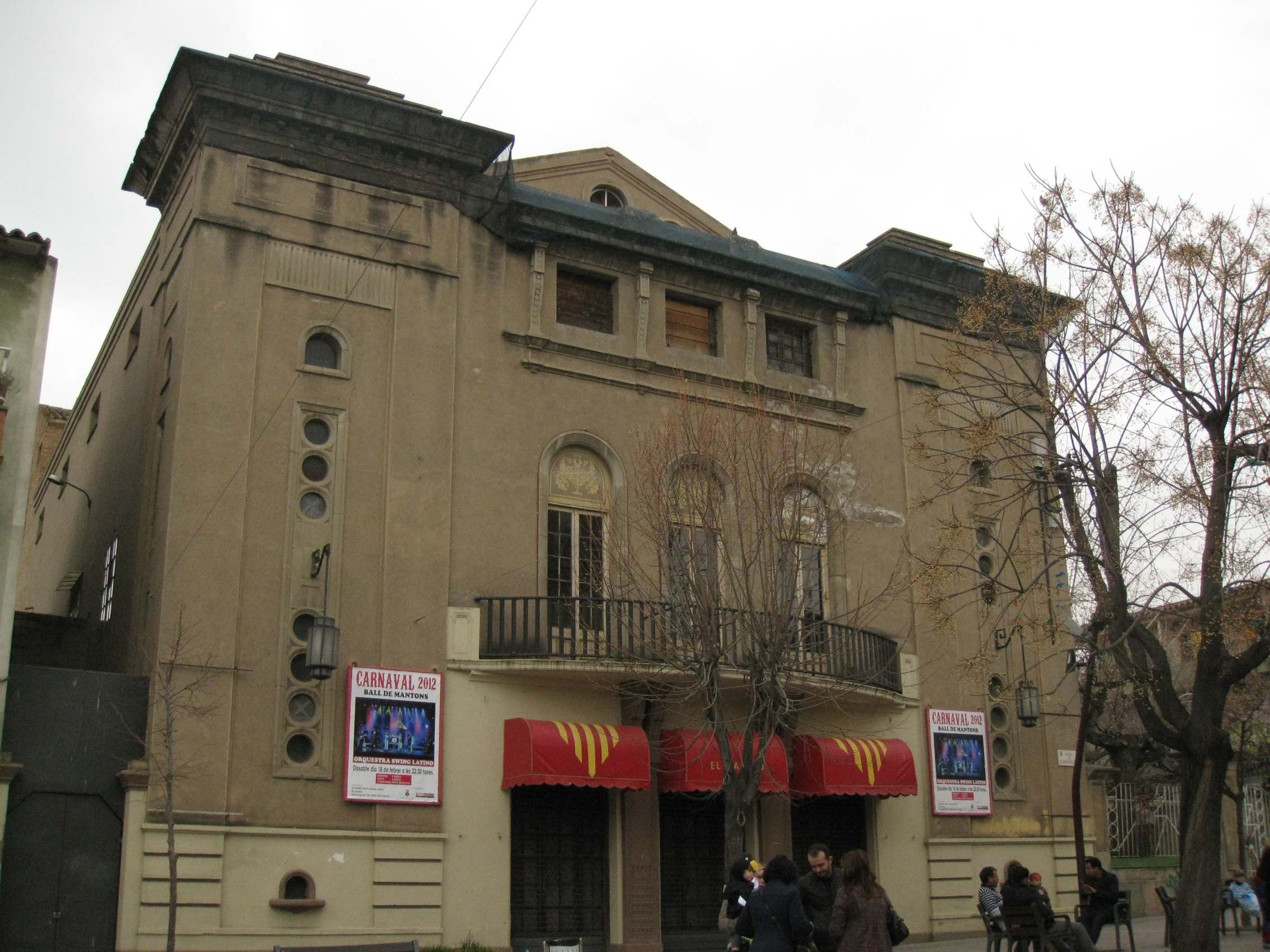
Casino de Rubí (1928)

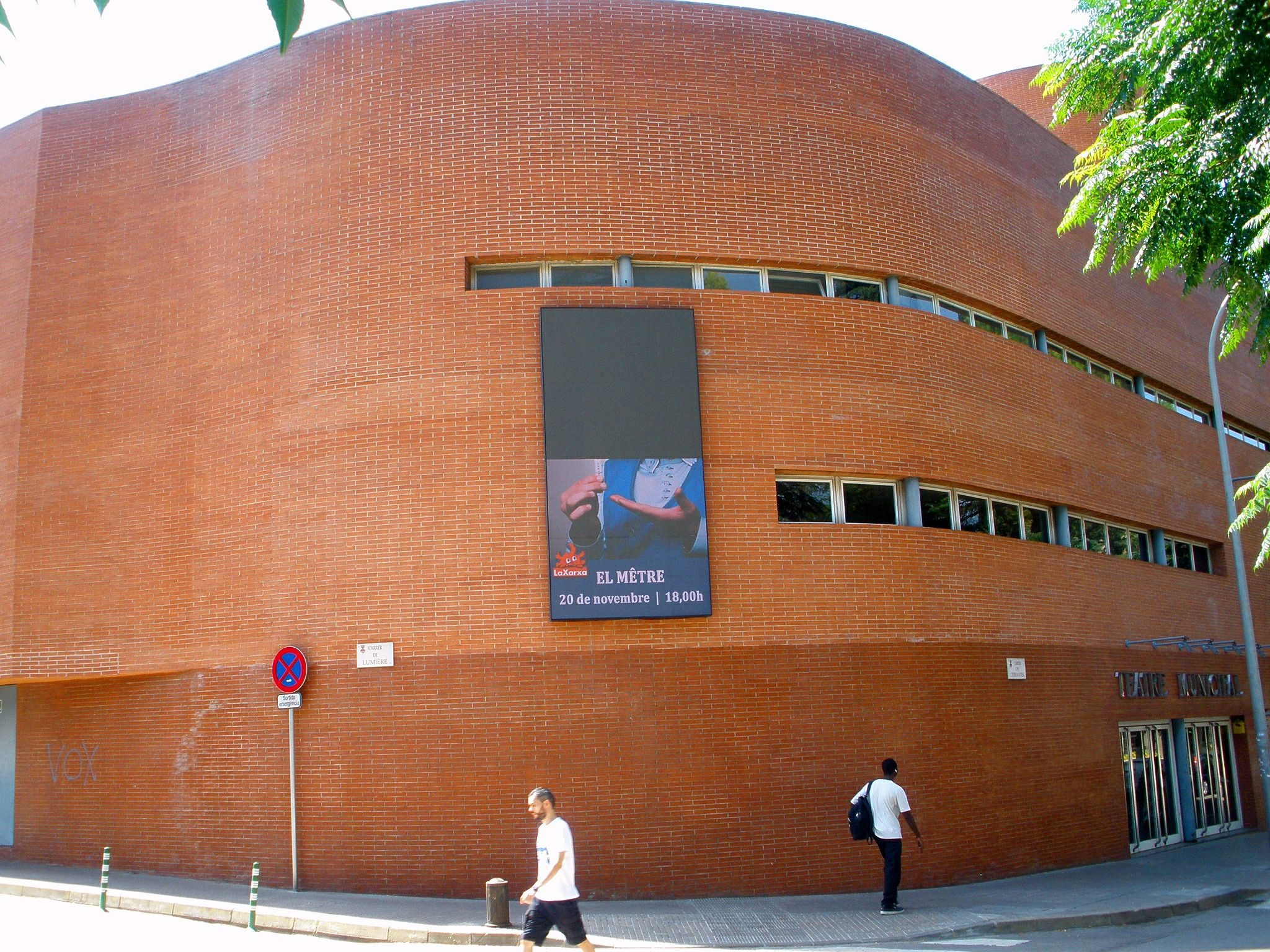
Teatro municipal La Sala (1962)

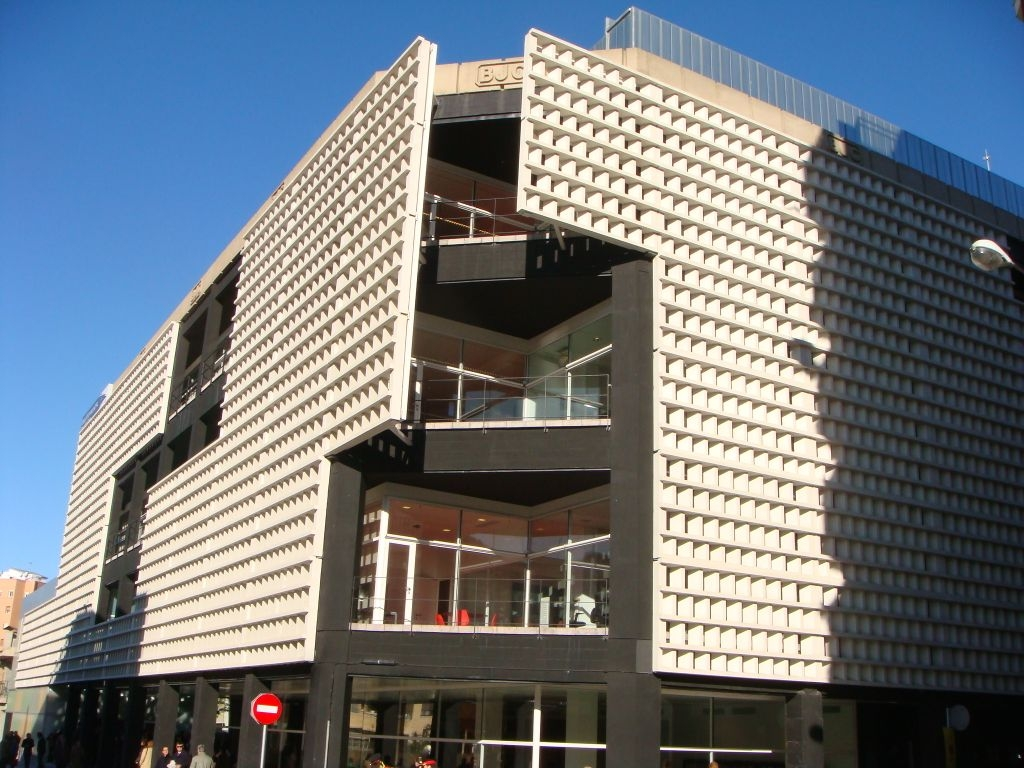
Biblioteca Mestre Martí Tauler (2010)

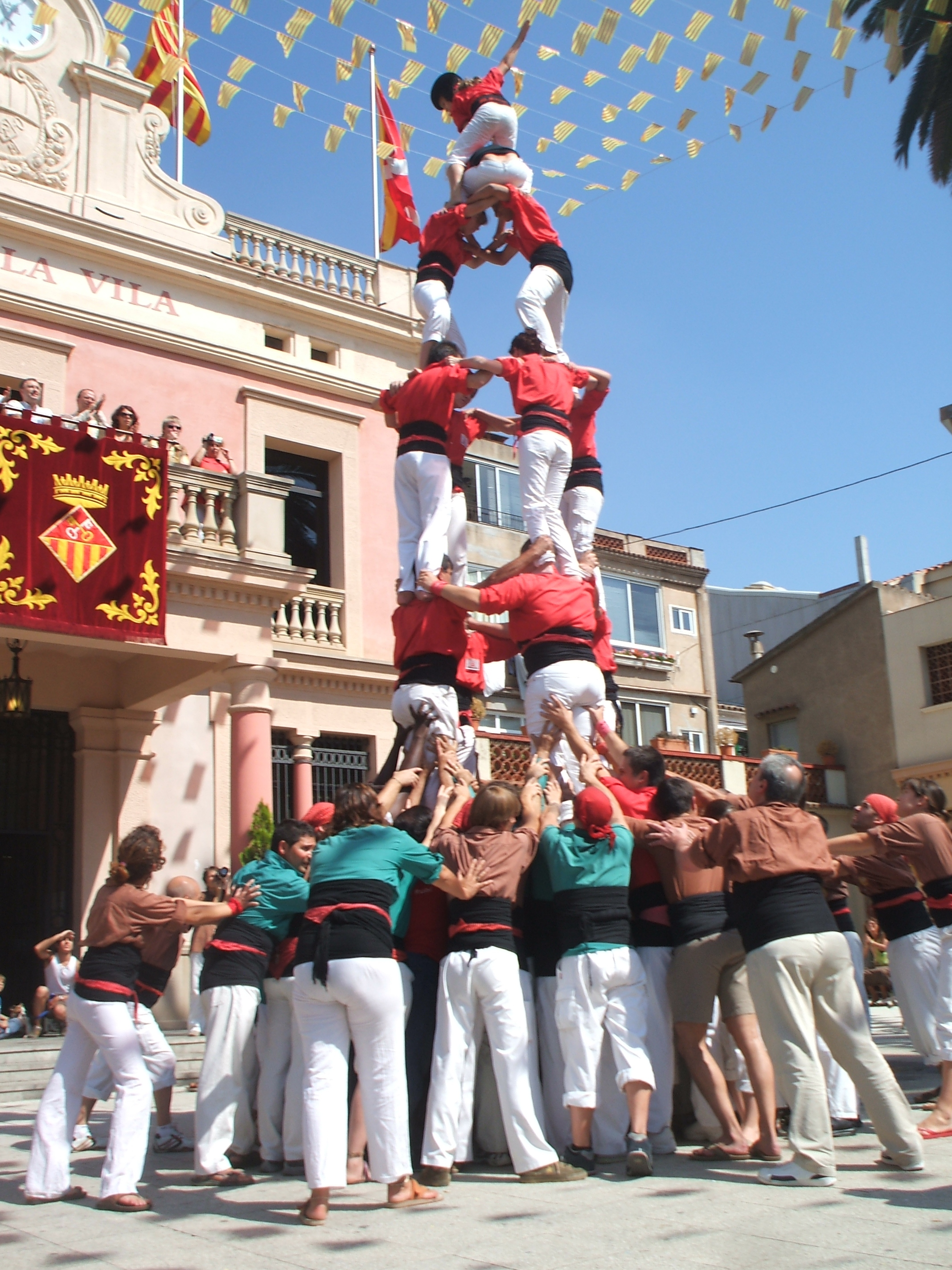
Castellers de Rubí

### Fiesta mayor de San Pedro (fiesta grande)
La fiesta mayor de Rubí se celebra el fin de semana más cercano al 29 de junio, día de San Pedro patrón de la ciudad. Los actos más tradicionales en la fiesta son; el pregón, la misa, el pasacalle o rúa, los bailes en carpas, bailes del esbart dansaire de Rubí como el Ball de gitanes popularmente conocido y un referente de las Gitanes Catalanas. En la fiesta mayor miles de personas salen a la calle para bailarla juntos. También encontramos la actuación castellera, correfoc, piromusical, actividades infantiles, actuaciones de agrupaciones folclóricas, la feria de atracciones, el mercado artesanal, las orquestas, la noche golfa...
- -Les Gitanes De Rubí-

El baile de Gitanes se trata de una danza de Carnaval tradicionalmente con mayor presencia en las comarcas Catalanas del Vallés Oriental y Occidental. En Rubí el baile se ha trasladado a la fiesta mayor.
El Ball de Gitanes era una auténtica fiesta que desde su origen entre los gitanos que celebraban sus bodas hasta su incorporación al patrimonio de la localidad vivió multitud de vicisitudes. Incorporó músicas y personajes, sirvió para organizar concursos y aún hoy es el documento de danza más festivo de la tradición Catalana.
En Rubí se bailaban Gitanes desde antes de la fundación del Esbart, en 1923, y constan en programa desde la fiesta mayor de 1927; pero es a partir de la versión coreográfica creada por Albert Sans, en 1970, cuando el Ball de Gitanes de Rubí adquiere una nueva personalidad artística y una mayor difusión, junto con un gran arraigo popular en la ciudad, que se identifica con esta danza hasta hacerla representativa.
En el 2007 Rubí celebró los 80 años de interpretación de esta danza, 37 de su recreación escénica y 25 desde que los ciudadanos de Rubí quisieron devolverla a la calle cada año, durante la fiesta mayor.

### Fiesta mayor deSan Roque
Los rubinenses, que habían hecho un voto de pueblo, celebraban una misa en honor a la festividad de San Roque el último domingo de agosto, ya desde mediados del siglo XVI. A mediados del siglo XIX la Hermandad de San Roque de Socors Mutus añadió una procesión y se celebraban bailes. Actualmente la fiesta la organizan entidades que forman la Mesa de Cultura Popular de Rubí y el ayuntamiento y se ha trasladado al segundo fin de semana de septiembre. Los actos más tradicionales de la fiesta son: encuentro de puntaires, encuentro de gigantes, els Versots, la Tronada (correfuegos matinal con tabalers a diferentes recorridos cada uno), audición de sardanas, La Xerricada (concurso que consiste en beber en porrón), castellers, conciertos y actividades infantiles.

### Fiestas de la calle Sant Jaume
Se celebran durante 4 o 5 días alrededor del 25 de julio. Consisten en la celebración organizada por el grupo de vecinos de la calle de San Jaime que se decora cada año con ornamentos elaborados por sus propios vecinos y que se exponen con diferentes actividades en la misma calle durante dichos días.

### Fiesta dels Xatos
Los orígenes de la fiesta de los Chatos remontan al siglo XIX, cuando la organización Els Xatos de Barcelona iba hacia la ermita de Sant Muç, un santo muy popular, para la festividad de la Pascua Granada. Acabó siendo una agrupación simbólica en la ermita.
El Esbart Dansaire de Rubí el año 1986 con el motivo de la celebración del milenario de la ciudad recupera la fiesta, que actualmente consiste en ir a la plaza del Doctor Guardiet, pasando por la masía de Can Ramoneda hasta la ermita de Sant Muç donde se hace una paellada popular y durante la celebración se bailan sardanas, la danza de los Xatos y otros bailes tradicionales. También participan en el acto diversas entidades de cultura y tradición de la ciudad, tales como los Gigantes de Rubí y los Gigantes del CEIP Tersa Altet, los Castellers de Rubí, los Diablos de la riera de Rubí, Foment de la Sardana de Rubí y la Coral Unión Rubinense.

### Feria de Sant Galderic
Esta fiesta organizada por la asociación con el mismo nombre fue celebrada en Rubí por primera vez en el año 1995. Fruto de una idea entre gente de arte y payeses que entonces todavía quedaban por Rubí, ciudad con un pasado principalmente agrícola, (-A Rubí noies maques i bon vi-; en castellano: -En Rubí, chicas guapas y buen vino-) la festividad combina arte y productos de la tierra. Artesanos, artistas y agricultores conforman una feria atractiva que va ganando visitantes año tras año

### Els Tres Tombs - Sant Antoni Abat
Llamada también como el Día de los burros o Fiesta mayor de invierno por la gran participación, se celebra por San Antonio Abad, patrón de los animales. En este municipio se celebra el último fin de semana de enero. Consiste en un pasacalle o rúa de carros, caballos y otros animales domésticos. Todos los participantes disfrutan de un desayuno popular y al acabar la rúa los animales participantes son bendecidos en la iglesia de Sant Pere de Rubí.

### Otras
- Rubí cuenta también con la celebración de fiestas comunes como el Carnaval, la Cabalgata de Reyes, la Feria de Santa Lucía, San Jorge (23 de abril) y San Juan entre otras.

- Alrededor de mayo-junio comienzan las festividades de los diferentes barrios de la ciudad donde las asociaciones de vecinos de dichos barrios organizan la Fiesta mayor del barrio, incluyendo actos para el ocio como son las ferias de atracciones y diferentes actividades sociales.

### Medios de comunicación

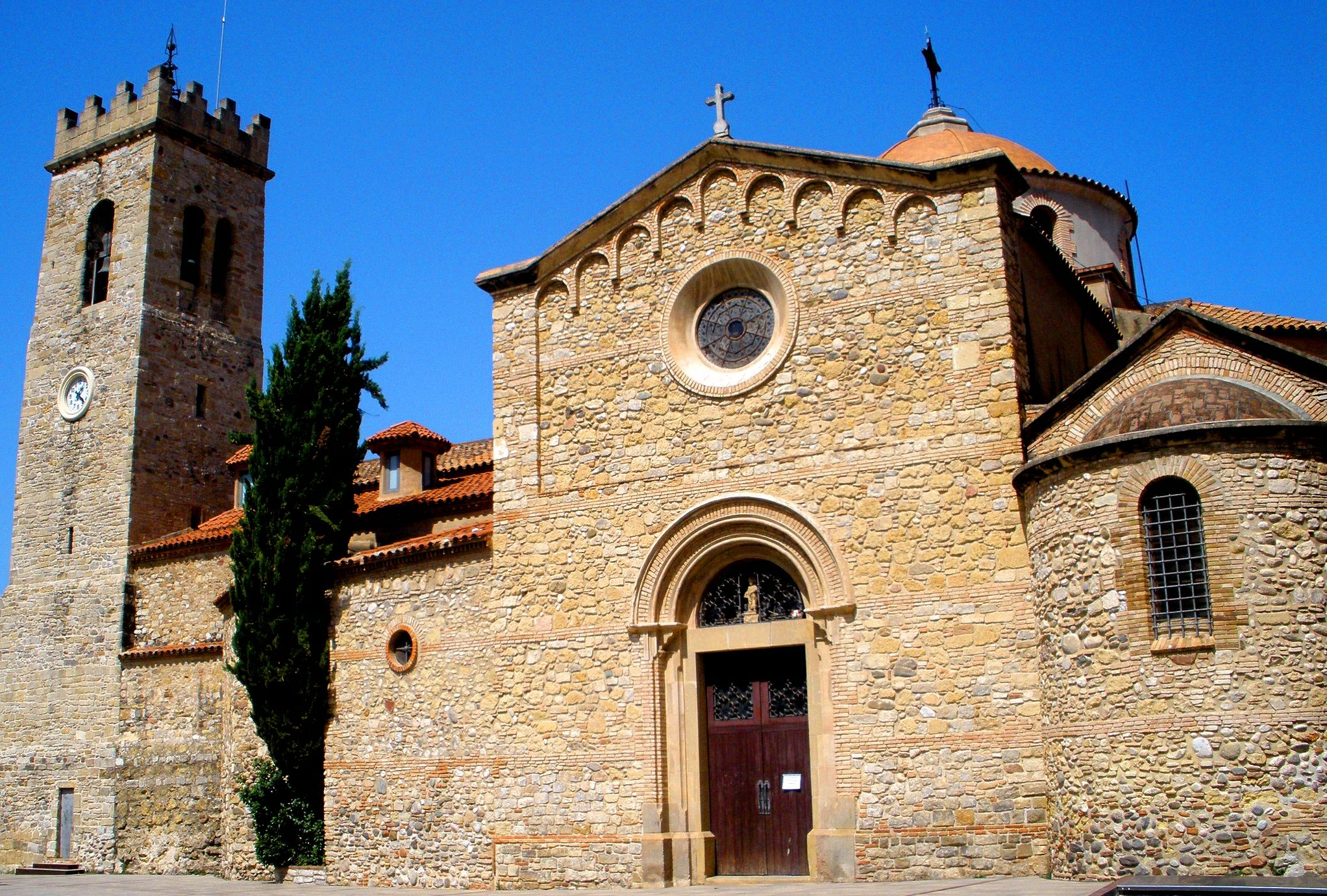
Iglesia parroquial de San Pedro

Rubí dispone de diferentes medios de comunicación de ámbito local:
- Revista se7se7: revista mensual privada al mismo tiempo que tiene una web de actualización diaria sobre las noticias de la ciudad y del Vallés, en la red están desde febrero de 2012 y en formato de papel desde mediados del 2011 y han tenido muy buena aceptación entre los ciudadanos sobre todo la web.
- Rubitv.cat: la primera televisión en línea de la ciudad. Portal de actualidad de referencia en la ciudad con noticias en formato vídeo. Nació el 11 de septiembre de 2011, se trata de un medio de comunicación privado y ha conseguido su éxito en muy poco tiempo.
- La petjada de Rubí: blog de actualidad local que permite comentar las noticias más importantes que pasan en la ciudad. Se estrenó en 2008 y actualmente parado.
- Diari de Rubí: semanal y gratuito editado por la empresa Cosmo Aplicaciones,s.l, de información local con una tirada de 15 000 ejemplares escritos principalmente en catalán. Comenzó a editarse en diciembre de 1993. Sale cada viernes y está disponible en diferentes puntos del centro de la ciudad. Dispone de una página web con todas las notícias y la oficina está ubicada en la calle de Maximí Fornés, 50.
- Radio Rubí: emisora de radio municipal fundada el 20/11/1979. Se encuentra en frecuencia 99.7 FM.
- La Ciutat: revista local gratuita de información local repartida en los buzones familiares.
- Llocs: revista de información comercial, locales de ocio, gastronomía, cultura... Engloba las ciudades de Tarrasa, Matadepera y Rubí.

### Patrimonio
- Castillo de Rubí (museo)
- Bodega Cooperativa de Rubí

- Iglesia de San Pedro de Rubí
- Casas modernistas de la calle Chile
- Espacio Joven: Torre Bassas (casa antigua reformada)
- Yacimiento romano de Ca n'Oriol[18]
- Museo etnográfico Vallhonrat
- Ermita de Sant Muç
- Parque de los Pinos (Ca n'Oriol)

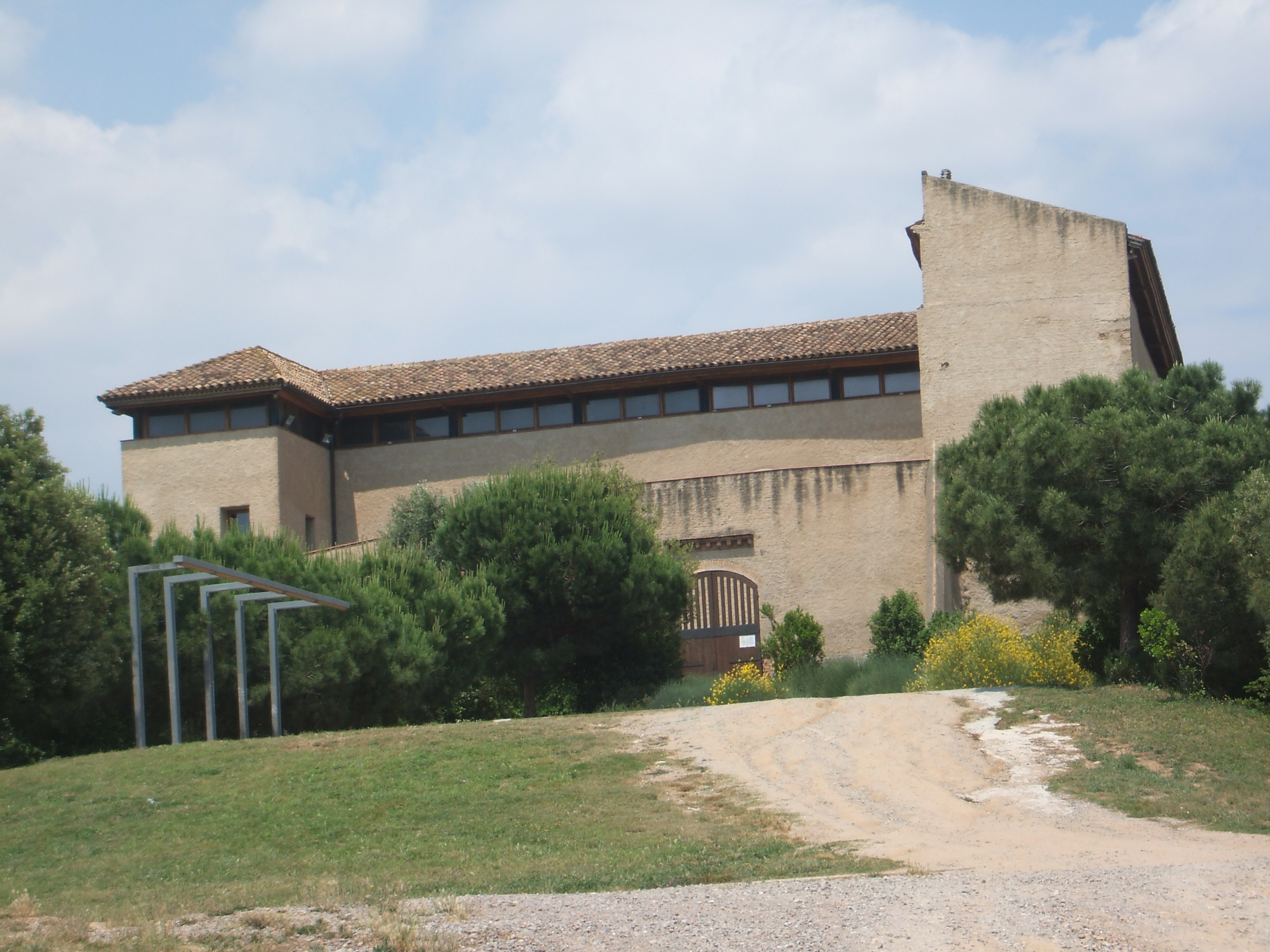
Castillo de Rubí
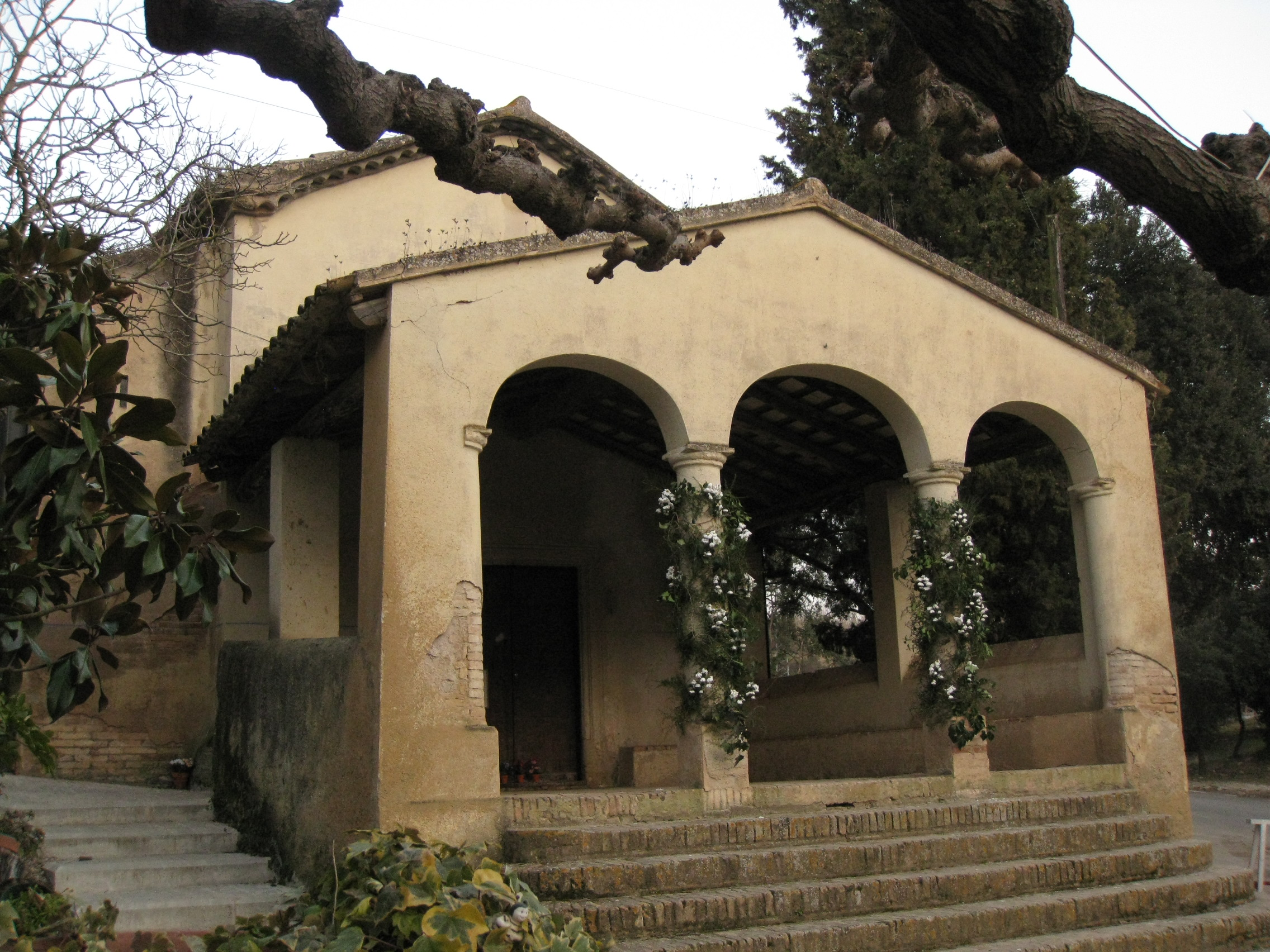
Ermita de Sant Muç
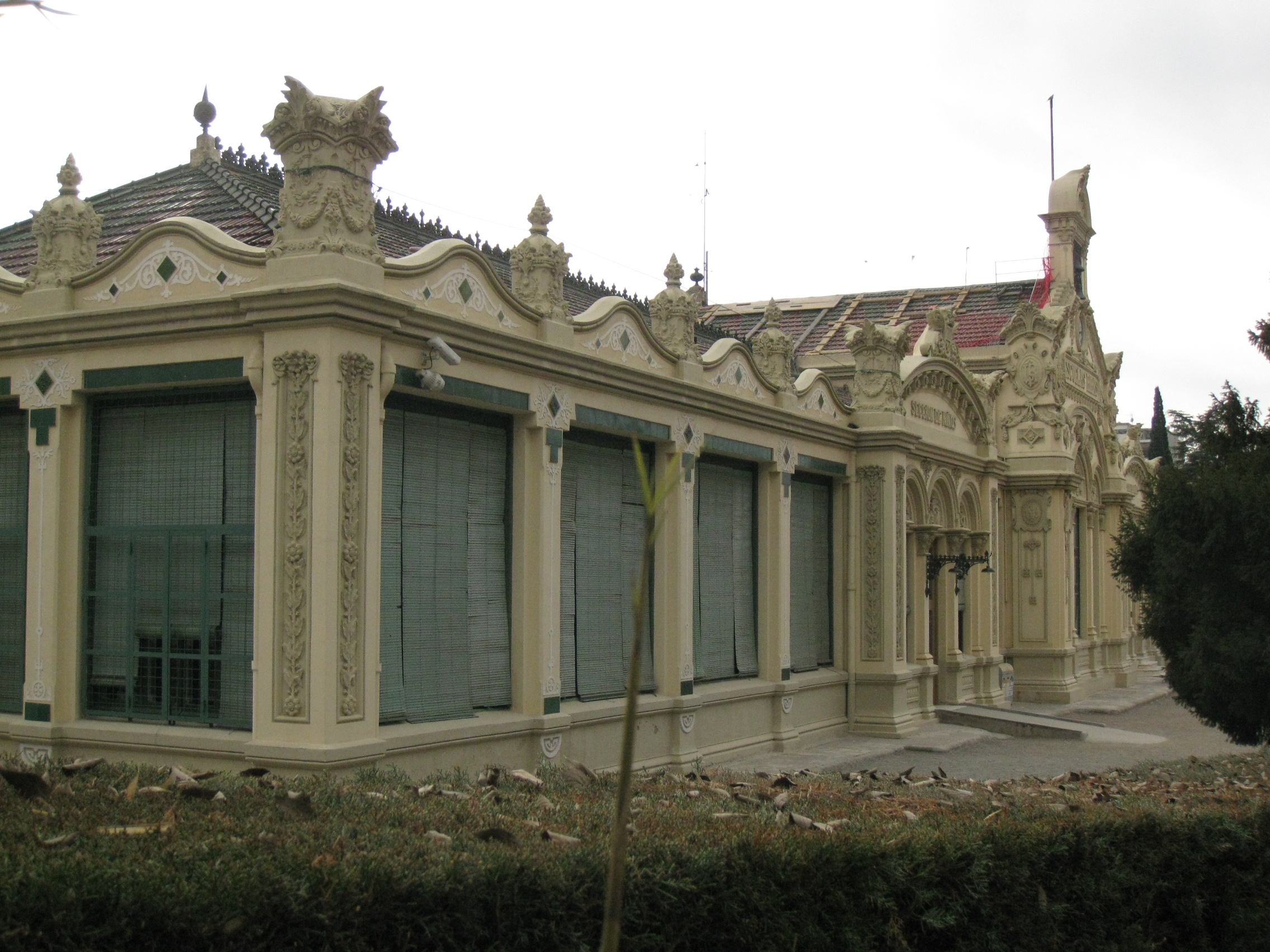
Escuelas Ribas (1915)
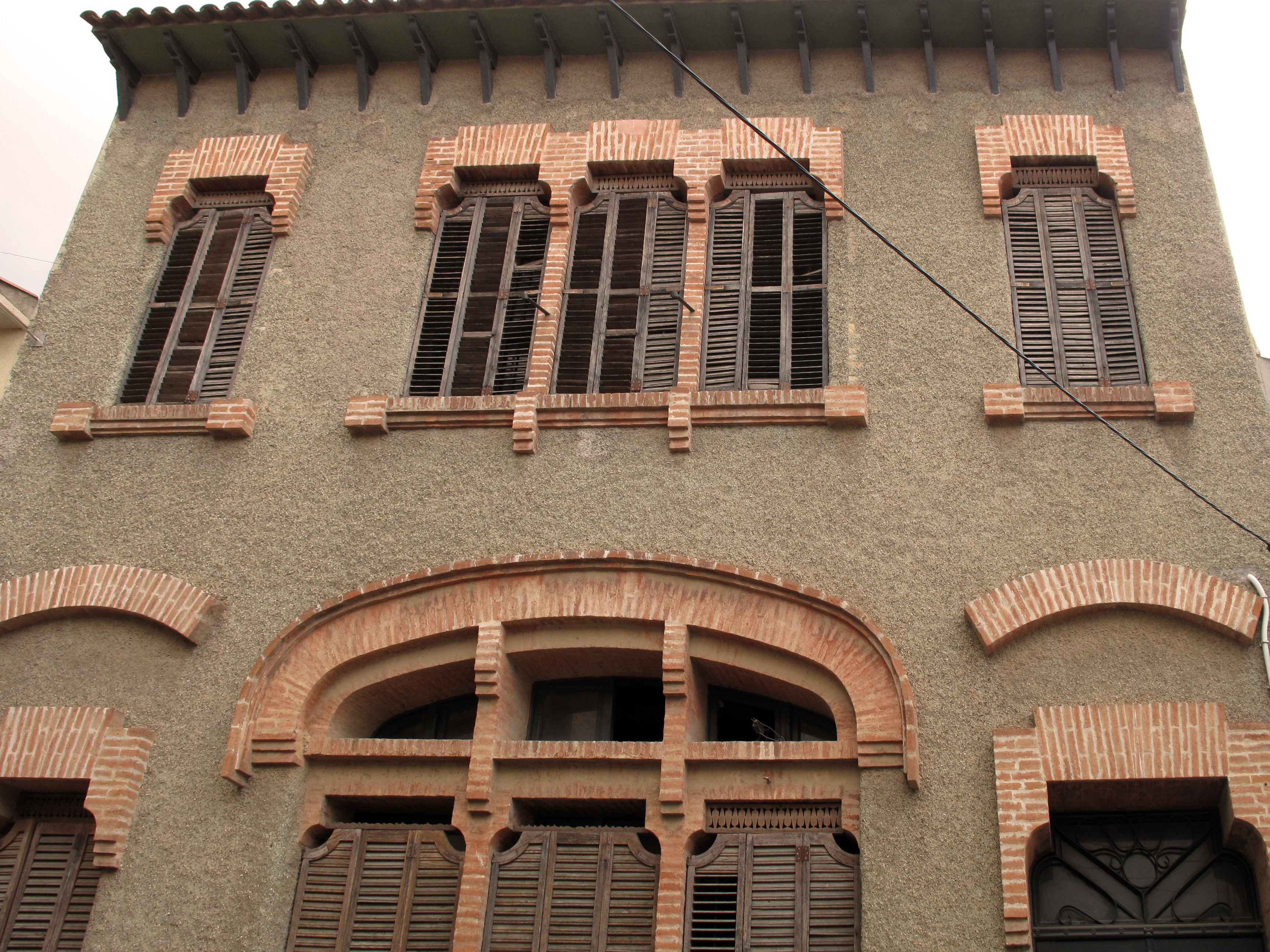
Escuela evangélica
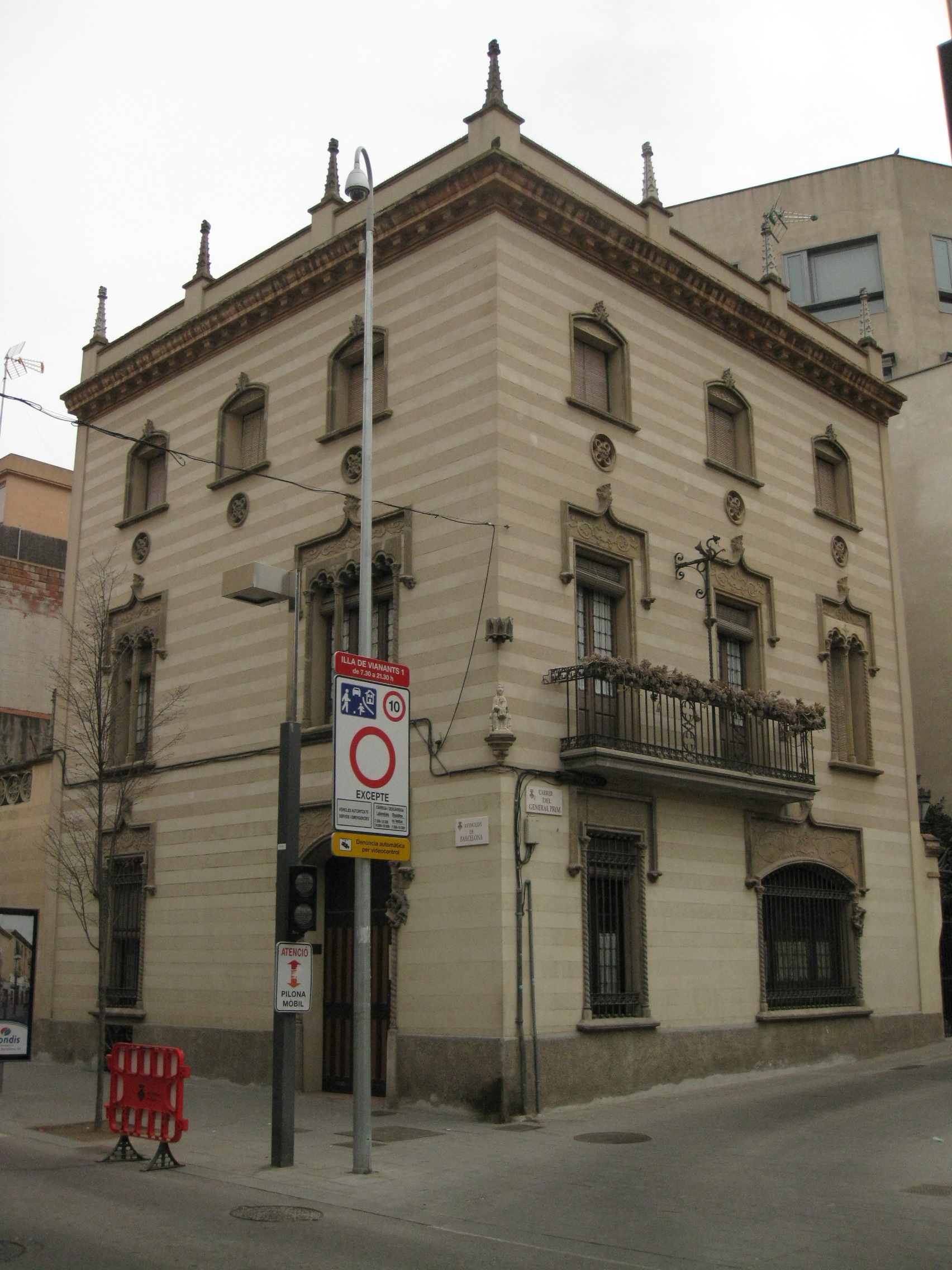
Casa Imbert (1914)
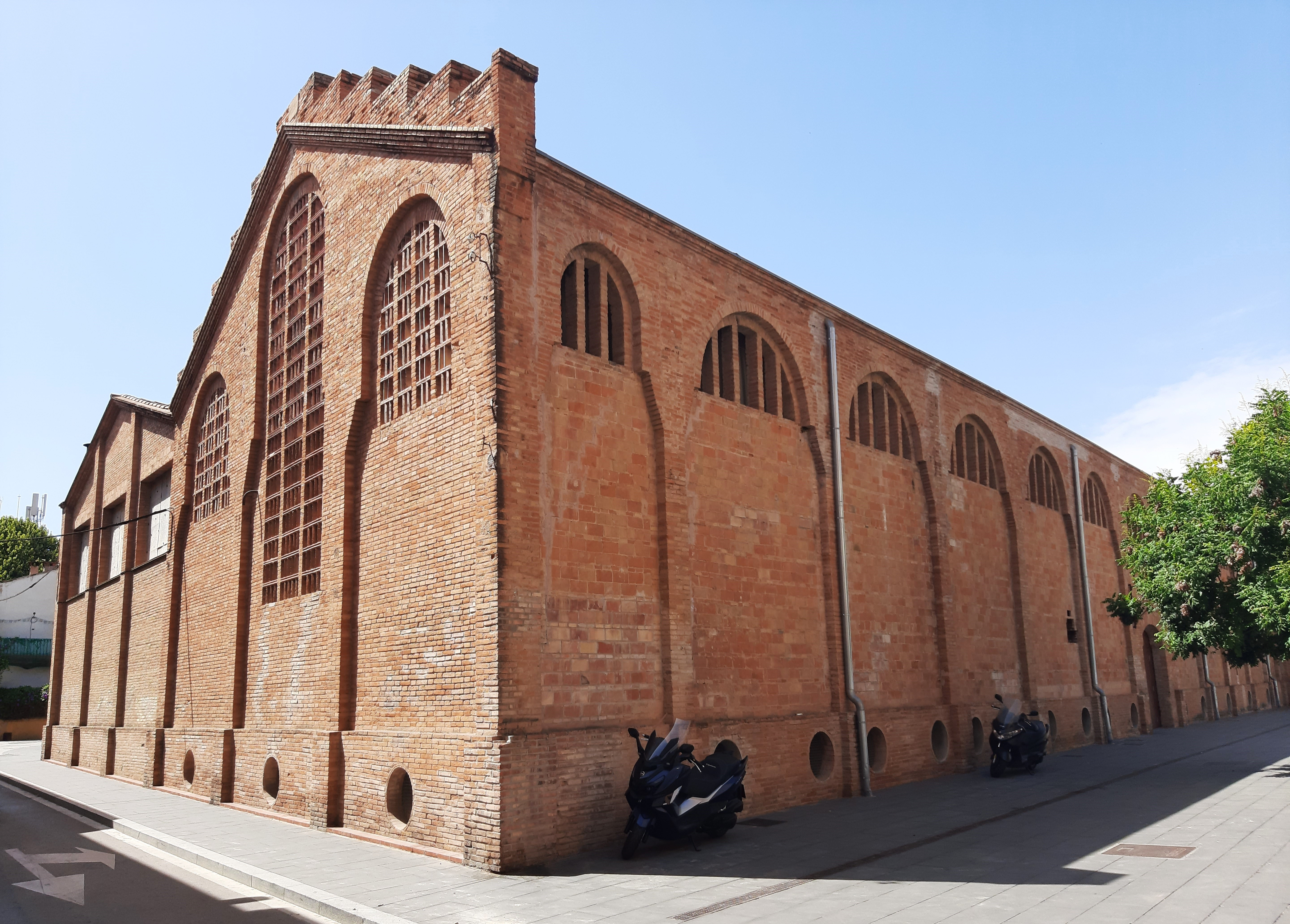
Bodega cooperativa (1921)

## Ciudades hermanadas
- La Calahorra (España)
- Boyeros (Cuba)
- Clichy (Francia)
- Ocotal (Nicaragua)
- Pudahuel (Chile)
- Daira de Güelta (Sáhara Occidental)